# 데드 트리거
《데드 트리거》(영어: Dead Trigger)는 2018년에 개봉한 미국의 액션, SF, 호러, 모험, 판타지 영화이다. 스콧 윈드하우저가 감독을 맡았다. 미국은 2019년 5월 3일에 일본은 2019년 4월 5일에 대한민국은 2018년 11월 29일에 개봉되었다.

## 줄거리
2025년 터미널 시티, 좀비들에게 점령당한 그곳에서

좀비 바이러스 치료제의 실마리를 찾던 연구팀이 실종된다.

실종된 이들을 구출하기 위해 감염자 퇴치 부대 CSU의

엘리트 요원들인 ‘데드 트리거’가 투입되고

전장의 한복판에서 그들은 거대한 음모와 맞닥뜨리게 된다.

## 출연진
- 돌프 룬드그렌 - 카일 워커 역
- 어텀 리저
- 로미오 밀러
- 아이제이아 워싱턴